# St. Kunigund (Graben)

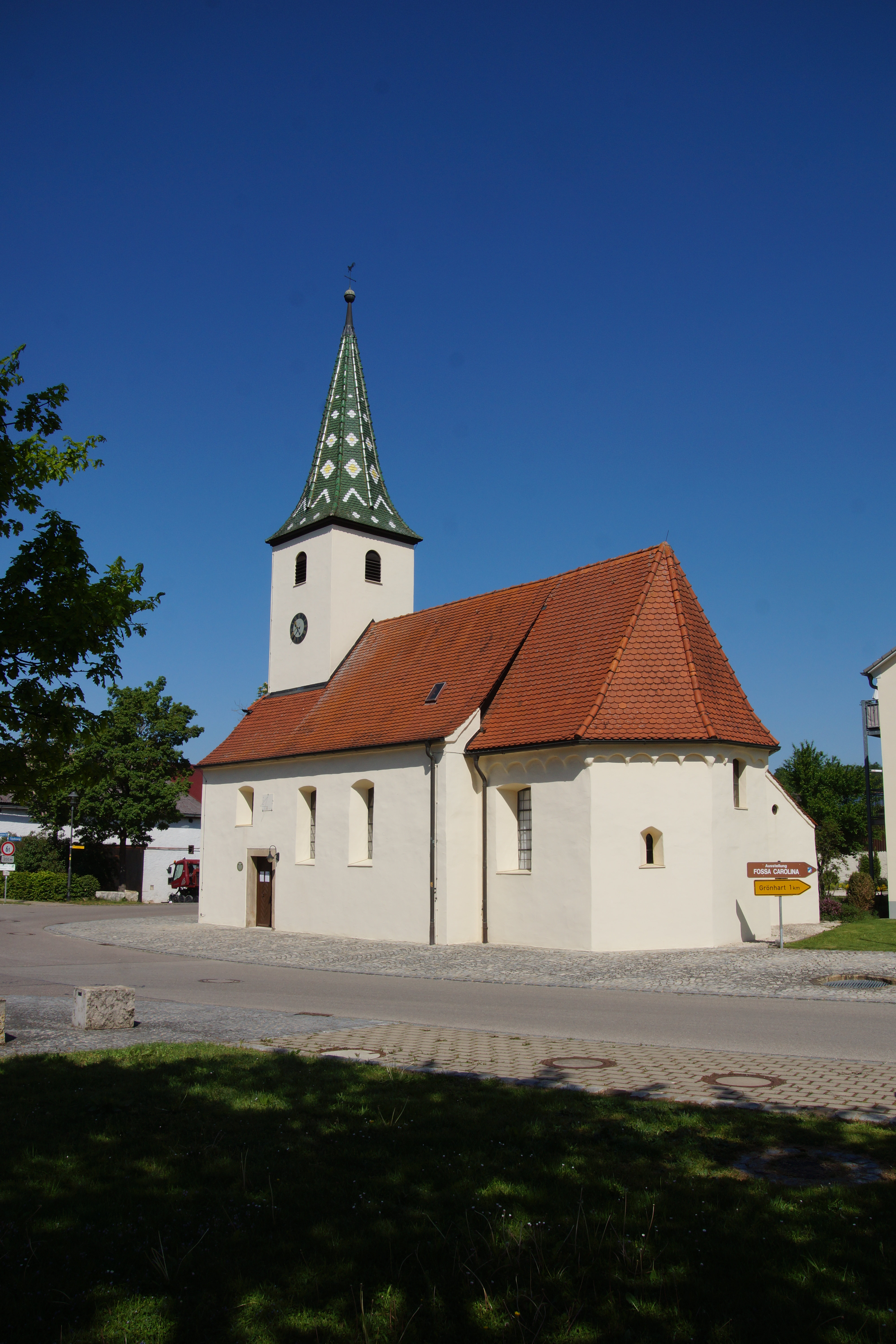
St. Kunigund (Graben), aufgenommen 2020

Die evangelische, denkmalgeschützte Filialkirche St. Kunigund steht in Graben, einem Gemeindeteil der bayerischen Stadt Treuchtlingen im mittelfränkischen Landkreis Weißenburg-Gunzenhausen. Das Bauwerk ist unter der Denkmalnummer D-5-77-173-83 als Baudenkmal in der Bayerischen Denkmalliste eingetragen. Die mittelalterlichen und frühneuzeitlichen untertägigen Bestandteile der Kirche sind zusätzlich als Bodendenkmal (Nummer: D-5-7031-0293) eingetragen. Das Kirchenpatrozinium ist die hl. Kunigunde von Luxemburg. Die Kirchengemeinde gehört zur Pfarrei Dettenheim im Evangelisch-Lutherischen Dekanat Pappenheim im Kirchenkreis Nürnberg der Evangelisch-Lutherischen Kirche in Bayern. Die Kirche liegt in einer Kreuzung im Ortskern Grabens umgeben von weiteren denkmalgeschützten Bauwerken auf einer Höhe von 413 m ü. NHN.

## Beschreibung

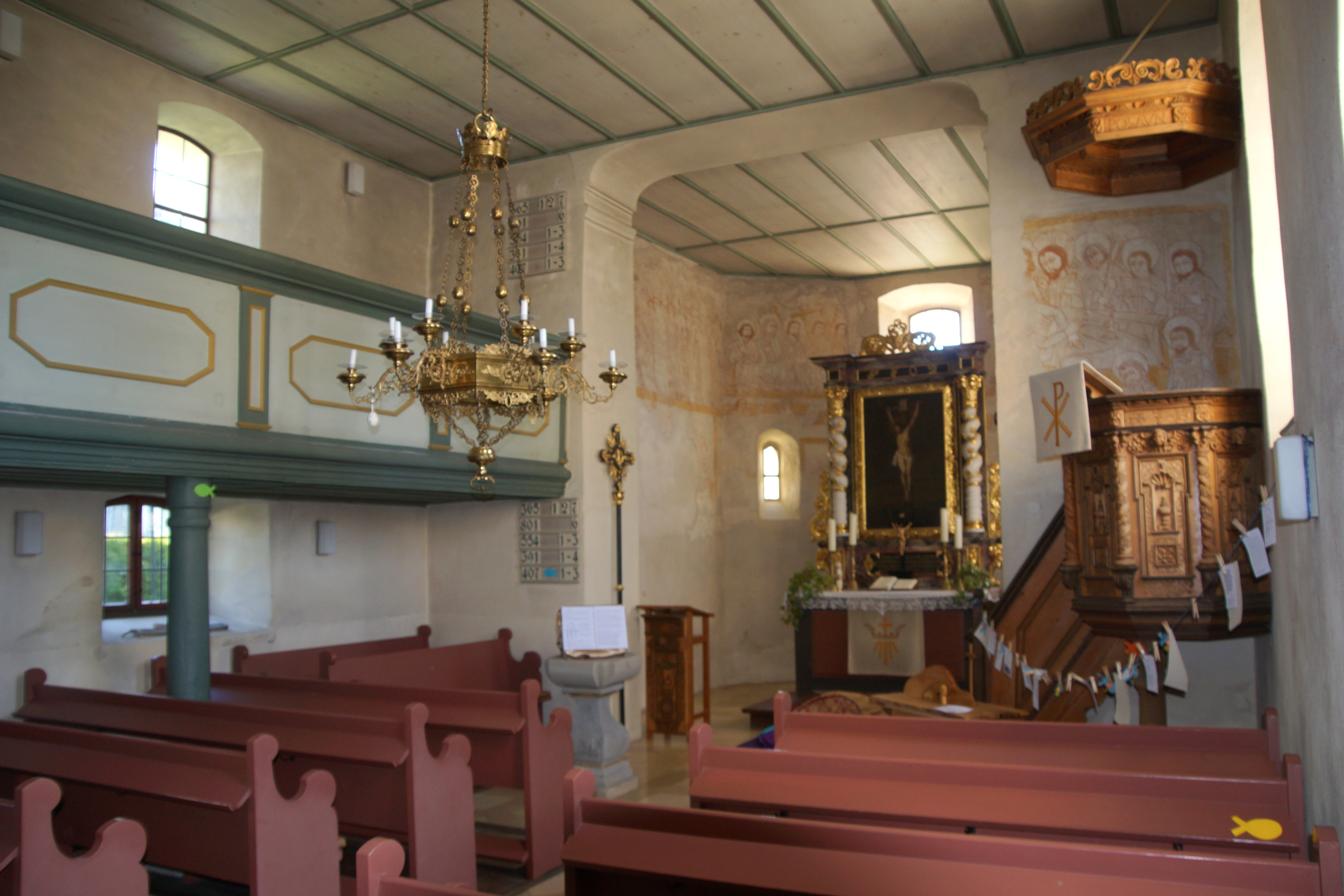
Langhaus, Blick auf den Chor

Die Saalkirche wurde um 1600 auf den Grundmauern des Vorgängerbaus erneuert. An ihr Langhaus schließt sich im Osten ein eingezogener Chor mit 3/8-Schluss an. Im Westen hat sie einen Dachturm, der 1988 mit einem achtseitigen, spitzen Helm mit farbig glasierten Dachziegeln bedeckt wurde. Das oberste Geschoss des Dachturms beherbergt hinter den Klangarkaden den Glockenstuhl. Im Innenraum des Chors und an der Südwand des Langhauses sind Reste von gotischen Wandmalereien mit Szenen des Jüngsten Gerichts und dem Tod Mariens im Kreise der Apostel dargestellt. Das Langhaus hat im Innern Emporen an zwei Seiten und ist wie der Chor mit einer Holzbalkendecke überspannt. Zur Kirchenausstattung gehören ein Altar von 1702, dessen Altarretabel mit der Darstellung der Kreuzigung erst 1860 gestiftet wurde, und die Kanzel von 1707.